# Лисо Поље
Лисо Поље је насеље у Србији у општини Уб у Колубарском округу. Лисо Поље се са источне стране граничи са селом Пољане, са североисточне са селом Дражевац, северозападне Великом Пољем, западне Пироманом и јужне Бргулама. Према попису из 2022. било је 173 становника.

## Настанак села
За Лисо поље прича се да је дошло отуда, што су крајем 18-ог века неки сељаци пекли ракију и позвали своје суседе на пробу првенца. Пробајући првенац, сви, колико их је год било, изопијају се и у том тренутку на њих набаса некаква лиса кобила, коју ухвате, опију, одеру и одерану најуре у село. Што су лису кобилу одерали, село се прозове Лисо Поље, одвоји се од Бргула а старо име Шимнатица напусти се. И данас се прича, да је кобила била једног од Јанковића из истог села. *Према писању Вука Караџића:
- Лисо Поље је раселица Бргула, равно село са кућама растуреним на све стране, подељеним на породичне групе.

Иако је Лисо Поље код Вука посебно село, ипак није било дуго после тога посебно село. Тек око 1860. године засебно се одвојило од Бргула и добило свога кмета, а све дотле, па и у доба Вукова, био је прави Бргулски заселак, што су преносиле са колена, на колено и давнашње породице. И Прота Матеја, који је имао своју воденицу у овом селу, помиње га као засебно село у 1813. години, али после ослобођења остало је подуже неодвојено од Бргула.
- Када је Сибињанин Јанко пошао од Београда са војском на Косово, прича се, да је прешао Колубару на броду у Стублинама, да се брод по њему зове Царев Брод, затим, да је дошао у Пироман и улогорио се на потоку, који се по њему зове Царевац. На Царевцу је војска била три дана, очекивала другу војску и пировала, то се по томе село назвало Пироман. Кад је помоћна војска дошла, Јанко је са овом војском отишао у Лисо Поље у мису, ондашњи манастир, причестио војску и с њоме уз Колубару и Љиг отишао на Косово.
- Црквине у Лисом Пољу, Совљаку и Лончанику приписују се католичким становницима, па и гробови око њих истим становницима. Даље се каже: Мисишта или католичких цркава по народном предању било је у Лисом Пољу, Совљаку и Лончанику. У Лисом пољу, прича се, да је био католички манастир у коме је било калуђерица.
- У „Речнику“ (Речник места) К. Јовановића од 1872. године од 80 насељених места, где су: Хрвати, посавске Бргуле (Бргулице, немају ништа са Бргулама осим сличности назива) и Степање засеоци а ЛИСОГ ПОЉА, и ако га Вук у харачким тефтерима помиње, у овој књизи га нема.
- Лисо Поље се помиње у списима из 1827:Колубара је због велике количине воде небродна река (не може се прегазити). Кад би стање воде спало на најмању меру, онда се може бродити по извесним местима. Такви су бродови: Бели Брод у Лајковцу, Дабин Брод у Јабучју, Скобаљски у Скобаљу, Протин Брод у ЛИСОМ ПОЉУ и Царев Брод у Стублинама. *На Колубари су данас (у оно време) два гвоздена моста, један на Белом Броду а други код Обреновца.
- Такође се помињу "Мочила" у Лисо Пољу око 1835. године:Мочила су јаки и чисти извори, дубља од живобара, отичу чистом водом исте темературе као и суседни ваздух, не употребљавају се за пиће, али се употребљавају као мочила за („кисељење“) лан и конопљу. Оваквих мочила има у Забрежју, Уровцима, Пиромано, ЛИСОМ ПОЉУ, Брезовици и др.
  -     -       - Порекло фамилија-презимена села Лисо Поље, општина Уб:
      - Презиме – када су досељени – одакле су досељени – крсна слава – напомена:
      - -Богићевићи, друга половина 18. века, Јабланица у Старом Влаху, Никољдан.
      - -Бранковићи, после 1827. године, оближњи Грабовац, Ђурђевдан.Данас фамилија Поповић.
      - -Илићи, после 1827. године, Отањ код Пожеге, Ђурђевдан. Данас су то породице Илић и Петровић.
      - -Јешићи, друга половина 18. века, Суводање у Подгорини, Јовањдан.
      - -Костићи, после 1827. године, Срем, Аранђеловдан.Данас је то фамилија Манојловић
      - -Манојловићи, друга половина 18. века, Стара Река у Подговини, Јовањдан.Данас је то породица Николић.
      - -Маричићи, Јанковићи и Јегдићи, стара породица, Лазаревдан. Данас остала само Фамилија Јанковић.
      - -Микуљи, после 1827. године, Ердељ, не славе, Румуни. Данас фамилија Тодоровић слави Никољдан.
      - -Перићи, друга половина 18. века, Бобова у Подгорини, Никољдан.
      - -Петровићи, друга половина 18. века, Својдруг – округ ужички, Андријевдан.
      - -Тимотићи, после 1827. године, Срем, Аранђеловдан.

## Демографија
У насељу Лисо Поље живи 215 пунолетних становника, а просечна старост становништва износи 40,7 година (40,5 код мушкараца и 41,0 код жена). У насељу има 75 домаћинстава, а просечан број чланова по домаћинству је 3,71.
Ово насеље је великим делом насељено Србима (према попису из 2002. године).
|  |

| Демографија | Демографија | Демографија |
| Година      | Становника  | Становника  |
| ----------- | ----------- | ----------- |
| 1948.       | 317         |             |
| 1953.       | 367         |             |
| 1961.       | 369         |             |
| 1971.       | 323         |             |
| 1981.       | 291         |             |
| 1991.       | 247         | 243         |
| 2002.       | 278         | 278         |

| Етнички састав према попису из 2002.‍ | Етнички састав према попису из 2002.‍ | Етнички састав према попису из 2002.‍ | Етнички састав према попису из 2002.‍ | Етнички састав према попису из 2002.‍ |
| ------------------------------------ | ------------------------------------ | ------------------------------------ | ------------------------------------ | ------------------------------------ |
|                                      |                                      |                                      |                                      |                                      |
| Срби                                 | Срби                                 |                                      | 277                                  | 99,64%                               |
| непознато                            | непознато                            |                                      | 1                                    | 0,35%                                |

| Година пописа     | 1948. | 1953. | 1961. | 1971. | 1981. | 1991. | 2002. |
| ----------------- | ----- | ----- | ----- | ----- | ----- | ----- | ----- |
| Број домаћинстава | 66    | 78    | 95    | 84    | 76    | 71    | 75    |

| Број чланова      | 1  | 2  | 3 | 4  | 5 | 6  | 7 | 8 | 9 | 10 и више | Просек |
| ----------------- | -- | -- | - | -- | - | -- | - | - | - | --------- | ------ |
| Број домаћинстава | 14 | 15 | 7 | 10 | 9 | 13 | 6 | 1 | 0 | 0         | 3,71   |

| Пол    | Укупно | Неожењен/Неудата | Ожењен/Удата | Удовац/Удовица | Разведен/Разведена | Непознато |
| ------ | ------ | ---------------- | ------------ | -------------- | ------------------ | --------- |
| Мушки  | 113    | 22               | 81           | 9              | 1                  | 0         |
| Женски | 108    | 9                | 78           | 21             | 0                  | 0         |
| УКУПНО | 221    | 31               | 159          | 30             | 1                  | 0         |

| Пол    | Укупно                    | Пољопривреда, лов и шумарство | Рибарство                            | Вађење руде и камена | Прерађивачка индустрија       |
| ------ | ------------------------- | ----------------------------- | ------------------------------------ | -------------------- | ----------------------------- |
| Мушки  | 63                        | 28                            | 0                                    | 7                    | 6                             |
| Женски | 18                        | 17                            | 0                                    | 0                    | 1                             |
| УКУПНО | 81                        | 45                            | 0                                    | 7                    | 7                             |
| Пол    | Производња и снабдевање   | Грађевинарство                | Трговина                             | Хотели и ресторани   | Саобраћај, складиштење и везе |
| Мушки  | 11                        | 1                             | 2                                    | 0                    | 3                             |
| Женски | 0                         | 0                             | 0                                    | 0                    | 0                             |
| УКУПНО | 11                        | 1                             | 2                                    | 0                    | 3                             |
| Пол    | Финансијско посредовање   | Некретнине                    | Државна управа и одбрана             | Образовање           | Здравствени и социјални рад   |
| Мушки  | 0                         | 1                             | 2                                    | 0                    | 0                             |
| Женски | 0                         | 0                             | 0                                    | 0                    | 0                             |
| УКУПНО | 0                         | 1                             | 2                                    | 0                    | 0                             |
| Пол    | Остале услужне активности | Приватна домаћинства          | Екстериторијалне организације и тела | Непознато            | Непознато                     |
| Мушки  | 0                         | 0                             | 0                                    | 2                    | 2                             |
| Женски | 0                         | 0                             | 0                                    | 0                    | 0                             |
| УКУПНО | 0                         | 0                             | 0                                    | 2                    | 2                             |